# Terekhovka (Primórie)
|  | Per a altres significats, vegeu «Terekhovka». |

Terekhovka (en rus: Тереховка) és un poble del krai de Primórie, a l'Extrem Orient de Rússia, que en el cens del 2010 tenia 566 habitants.